# Liu Kang
Liu Kang (kínaiul: 刘刚, pinjin: átírással Liú Gāng, Lüanyuan, 1961. január 30. –) kínai matematikus, fizikus, politikai menekült, emberi jogi aktivista.

## Életrajza
Liu Kang 1961-ben, rendőr családban született. A Pekingi Egyetem hallgatója, az 1989-es pekingi diáklázadás egyik vezéralakja volt. Április 15-én a pekingi diákok sztrájkolni kezdtek, Liu lett a vezetőjük. 1990-ben hat évre bebörtönözték. 1996-ban a  Columbia Egyetemen  tanult számítástechnikát . 1949-ben az Institute for Advanced Studyra, majd 1998-ban a AT&T Bell Labs-nál ment.